# وال لیک (آیووا)
وال لیک (به انگلیسی: Wall Lake) شهری در ایالت آیووا کشور ایالات متحده آمریکا است که جمعیت آن در سرشماری سال ۲۰۱۰ میلادی، ۸۱۹ نفر بوده‌است.